# Дружино-Бардим
Дру́жино-Барди́м (рос. Дружино-Бардым) — присілок у складі Артинського міського округу Свердловської області.
Населення — 78 осіб (2010, 102 у 2002).
Національний склад станом на 2002 рік: росіяни — 87 %.